# Украина без Кучмы
«Украина без Кучмы» (УБК, «Кучмагейт») (укр. «Україна без Кучми», УБК, «Кучмагейт») — кампания протестов на Украине в 2000—2001 годах. Началась в конце 2000 года после публикации в СМИ аудиозаписей, свидетельствующих о возможной причастности тогдашнего президента Украины Леонида Кучмы к ряду преступлений, в том числе к исчезновению журналиста Георгия Гонгадзе. Инициаторами протестной компании была группа беспартийных общественных деятелей. Требованиями протестующих были: отставка тогдашнего президента Украины Леонида Кучмы, министра внутренних дел Юрия Кравченко, главы Службы безопасности Украины Леонида Деркача и генерального прокурора Михаила Потебенько. Участники протестов не поддержали ни одного из претендентов на пост президента, но выступили за «изменение системы социальных, экономических и политических отношений на Украине», в том числе за ликвидацию системы «президентского авторитаризма» и переход к парламентской республике.
Сокоординаторами акций были участник студенческого движения 1980—1990-х беспартийный Валентин Чемерис и член СПУ Юрий Луценко.

## Предыстория
28 ноября 2000 года Александр Мороз (на тот момент — лидер фракции социалистов в парламенте) опубликовал аудиозаписи разговоров людей, похожих на голоса высших должностных лиц Украины. Они свидетельствовали в пользу версии, согласно которой именно тогдашний президент Украины Леонид Кучма выступил заказчиком похищения и убийства в ночь на 16 сентября 2000 года оппозиционного журналиста Георгия Гонгадзе. События, которые начались в стенах Верховной Рады (где Мороз впервые презентовал записи разговоров Леонида Кучмы с другими высокопоставленными чиновниками) и получили название «Кассетного скандала», очень быстро переместились на улицы Киева.

## Начало протестов
Первая акция протеста состоялась 15 декабря 2000 года. Акцию «Украина без Кучмы» поддержали 24 политических партии и общественных организации, в их числе «Социалистическая партия Украины», Украинская народная партия «Собор», «Украинская республиканская партия», партия «Реформы и порядок», УНА-УНСО, «Украинский коммунистический союз молодежи» (молодёжная организация КПУ), «Всеукраинская партия трудящихся» и другие, как националистические, так и некоторые левые партии. Участники акции разбили палаточный городок в центре Киева с требованиями отставки президента и руководителей силовых ведомств, проведение независимой экспертизы по делу пропавшего журналиста Георгия Гонгадзе.
27 декабря акция «Украина без Кучмы» была временно свернута — под предлогом реконструкции Майдана Независимости участников акции заставили убрать палатки и покинуть площадь.
14 января 2001 года стартовал второй этап акций. Представители оппозиции разместили свои палатки вдоль Крещатика — от места возведения будущего монумента Независимости до Бессарабской площади. В течение второй половины января и всего февраля на Крещатике и Майдане проводились акции гражданского неповиновения, митинги и демонстрации с требованиями отставки Леонида Кучмы и всех руководителей силовых структур.
1 марта 2001 года был ликвидирован палаточный городок на Крещатике.

## События 9 марта 2001 года
8 марта 2001 года, накануне дня рождения Тараса Шевченко и традиционных официальных мероприятий к этой дате (возложение цветов к памятнику поэту), оппозиция сделала заявление о том, что не пропустит Леонида Кучму на территорию парка. В ответ на это в ночь на 9 марта парк Шевченко плотным кольцом окружили несколько тысяч милиционеров.
Около 8 утра 9 марта Кучма прибыл в парк и, возложив цветы, покинул территорию Украины, отправившись в заграничную командировку. В это время манифестанты безуспешно пытались прорвать ряды правоохранителей. Между 9 и 10 часами утра милиция задержала нескольких демонстрантов и доставила их в столичное управление МВД. Между 11-ю и 14-ю часами в парке Шевченко продолжался митинг, перешедший в поход под стены МВД с требованием освободить задержанных.

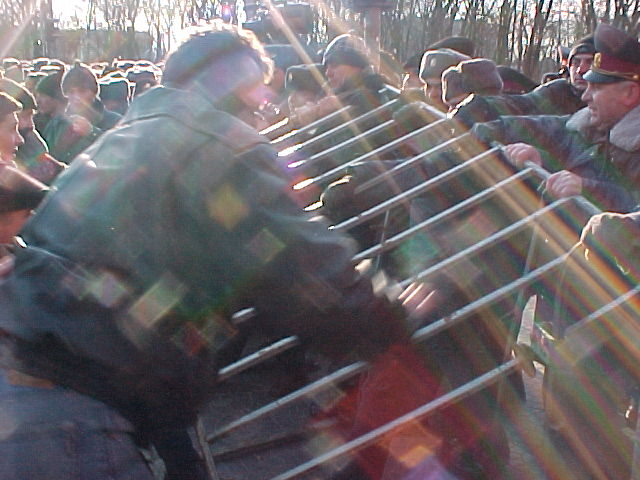
Столкновения c милицией, 9 марта

Примерно с 14 до 15 часов по центру Киева прошла многотысячная демонстрация с лозунгами и транспарантами. Люди требовали отставки Кучмы и привлечения его к уголовной ответственности. В 15 часов участники акции остановились под стенами Администрации президента. Дорогу им перекрыли бойцы «Беркута», на подступах к Банковой начались массовые столкновения. Часть демонстрантов отделилась от основной колонны, подбежала к заграждению, начала разъединять и перебрасывать турникеты. Милиционеры бросали в толпу дымовые шашки, камни. В ответ участники акции попытались потеснить ряды стражей порядка — милиция применила дубинки и слезоточивый газ. Хорошо экипированные бойцы «Беркута» преобладали митингующих численностью, подготовкой, однако впоследствии активистов «Украины без Кучмы» обвинят именно в нанесении телесных повреждений работникам милиции. О том, что МВД готовилась к подобному развитию событий на Банковой, свидетельствовала заранее развернута дислокация и оперативное видео-съемку, которое проводила милиция и которую использовали следователи как основание для задержания оппозиционеров и предъявления им обвинений. Столкновения под Администрацией продолжались примерно тридцать-сорок минут и завершились отступлением демонстрантов.
Около 17 часов в Доме учителя начался учредительный съезд движения «За правду!», делегатами которого была преимущественно студенческая молодежь. В это же время на улице Димитрова происходил захват спецназом штаба УНА-УНСО — праворадикальной организации, которая активно проявила себя в антипрезидентских выступлениях, охраняла палаточный городок и участвовала во всех акциях «Украины без Кучмы». Члены организации во главе с их лидером Андреем Шкилем были доставлены в различные райотделы милиции.
Параллельно с этим на вокзалах Киева милиция задерживала молодежь, которая, по мнению правоохранителей, могла иметь принадлежность к оппозиции. Идентификация происходила по символике «Украины без Кучмы». Всего в тот день за решеткой оказалось более 300 человек. Подавляющее большинство из них (особенно после вмешательства в дело Уполномоченного Верховной Рады по правам человека Нины Карпачевой) была отпущена на свободу на следующий день или же отбыла сроки в несколько дней заключения с формулировкой «за нецензурную брань в общественных местах» или вроде того. Однако 19 наиболее активных фигурантов дела приговорили к лишению свободы на сроки от 2 до 4,5 лет с формулировкой «за организацию массовых беспорядков»

## Реакция властей
13 февраля 2001 года президент Леонид Кучма, премьер-министр Виктор Ющенко и председатель Верховной Рады Иван Плющ подписали «письмо трёх», в котором они, обращаясь к соотечественникам, утверждали, что против государства развёрнута «беспрецедентная политическая кампания со всеми признаками психологической войны», и называли происходящее украинской разновидностью фашизма.

## Результаты
Под давлением акций протеста президент Кучма отправил в отставку министра внутренних дел Кравченко и главу Службы безопасности Деркача.
29 мая 2001 года премьер-министр Виктор Ющенко был уволен с поста премьер-министра, и присоединился к оппозиции.
25 декабря 2002 года суд под председательством Ивана Волика и при участии судей Федорчука и Волгарь постановил приговор по «делу 9 марта». Николай Ляхович был приговорен к 5 годам заключения, Николай Карпюк — к 4,5, Мазур, Зайченко, Гальчик и Мирончик — к 4, Бойко и Горощук — к 3,5, Бурячок — к 3 годам, Назара — к 2 годам и 3 месяцам.